# Oreosomatidae
Famille
Les Oreosomatidae sont une famille de poissons téléostéens.

## Liste des taxons subordonnés
Sous-famille des Oreosomatinae  Bleeker, 1859
- Allocyttus McCulloch, 1914
- Neocyttus Gilchrist, 1906
- Oreosoma Cuvier, 1829

Sous-famille Pseudocyttinae
- Pseudocyttus Gilchrist, 1906